# Турчин Володимир Богданович
Володи́мир Богда́нович Турчин (12 травня 1990, м. Жовква, Львівська область, Українська РСР, СРСР — 12 липня 2017, м. Бахмут, Донецька область, Україна) — сержант Збройних сил України, учасник російсько-української війни.

## Біографія
Народився 1990 року у місті Жовква на Львівщині. 2007 року закінчив Жовківську загальноосвітню школу № 1. Після проходження строкової армійської служби здобув професію будівельника, працював за фахом.
Від початку російської збройної агресії проти України з 18 березня 2014 року проходив службу за мобілізацією у Жовківському районному військовому комісаріаті, 31 травня 2015-го підписав контракт, начальник служби захисту інформації. У 2017 році пройшов підготовку на полігоні та вирушив у Донецьку область, де останні півроку виконував завдання на території проведення антитерористичної операції, на Горлівському напрямку.
Сержант, номер обслуги 2-го гранатометного відділення протитанкового взводу роти вогневої підтримки 2-го гірсько-піхотного батальйону 128-ї окремої гірсько-піхотної бригади, військова частина А1556, м. Мукачево.
Вранці 12 липня 2017 року російсько-терористичні збройні формування здійснили обстріл позицій бригади в районі смт Зайцеве, з озброєння БМП-1 та стрілецької зброї. Близько 5:10, під час зміни вогневої позиції та переміщення в укриття, сержант Турчин дістав численні осколкові поранення, був доставлений до 65-го мобільного шпиталю у Центральну районну лікарню м. Бахмут. Лікарі тричі запускали серце, але поранення виявились несумісними з життям. Помер о 8:30 на операційному столі.
Похований 15 липня на міському кладовищі Жовкви, на Алеї почесних поховань.
Залишилась мати, Оксана Богданівна Турчина, та наречена, — на початок серпня було заплановане весілля.

## Нагороди та вшанування
- Указом Президента України від 11 жовтня 2017 року № 318/2017, за особисту мужність і самовіддані дії, виявлені у захисті державного суверенітету та територіальної цілісності України, зразкове виконання військового обов'язку, нагороджений орденом «За мужність» III ступеня (посмертно)[8].